# Martin Pilgaard
Martin Pilgaard (født 22. december 1972), også kaldet Pilener, er tidligere danmarksmester i motocross, Martin Pilgaard har kørt cross i 18 år. Han blev dansk mester i 1996 i Hjørring. I 1997 deltog han til VM i Indonesien, hvor han kørte sig til et fint resultat. I 1998 stoppede han med cross.
Martin Pilgaard gennemførte ironman København 2013 i en tid på 09:14:35.[kilde mangler] Han fik en 8 plads, hvor han kvalificerede sig til vm på Hawaii 2013.[kilde mangler] Han har i alt gennemført 7 ironman.[kilde mangler]
Han er uddannet kleinsmed. Har tidligere arbejdet som slamsuger og arbejder i dag som efterskolelærer.[kilde mangler]